# Jane Cobden Unwin
Emma Jane Catherine Cobden 28 tháng 4 năm 1851 - 7 tháng 7 năm 1947), được biết đến dưới tên Jane Cobden, là một chính trị gia tự do của Anh, người đã hoạt động tích cực trong nhiều nguyên nhân cực đoan vào cuối thế kỷ XIX và đầu thế kỷ XX. Là con gái của nhà cải cách bang Victoria và chính khách Richard Cobden, bà là người đề xướng sớm về các quyền của phụ nữ, và năm 1889 là một trong hai phụ nữ được bầu vào Hội đồng Quận Luân Đôn. Cuộc bầu cử của bà đã gây tranh cãi; Những thách thức pháp lý đối với tình trạng hội đủ điều kiện của cô bị cản trở và cuối cùng ngăn cản cô làm phục vụ như một ủy viên hội đồng.
Từ thời tuổi trẻ của mình, Jane Cobden, cùng với các chị em gái, tìm cách bảo vệ và phát triển di sản của cha mình. Bà vẫn cam kết trong suốt cuộc đời của mình với các vấn đề "Cobdenite" trong cải cách ruộng đất, hoà bình và công bằng xã hội, và là người ủng hộ nhất quán cho sự độc lập của Ai Len từ Anh. Trận đấu về quyền bầu cử của nữ giới với những người đàn ông mà bà đã cam kết lần đầu tiên vào năm 1875 là lý do lâu dài nhất của bà. Mặc dù cô đã thông cảm và ủng hộ những người này, kể cả Anne Cobden-Sanderson, cô em gái của cô, người đã chọn chiến dịch bằng cách sử dụng những phương pháp bất hợp pháp và chiến tranh, cô giữ các hoạt động của mình trong luật pháp. Cô ở lại trong Đảng Tự do, mặc dù cô không đồng ý với quan điểm của mình về vấn đề bỏ phiếu.
Sau khi kết hôn với nhà xuất bản Thomas Fisher Unwin năm 1892, Jane Cobden mở rộng phạm vi sở thích của mình vào lĩnh vực quốc tế, đặc biệt thúc đẩy quyền của người bản xứ trong vùng thuộc địa. Với tư cách là một đế quốc chống lại đế chế, bà phản đối Chiến tranh Boerơ năm 1899-1902, và sau khi thành lập Liên minh Nam Phi năm 1910, bà đã tấn công việc đưa ra các chính sách phân biệt chủng tộc. Trong những năm trước Thế Chiến thứ Nhất, bà chống lại cuộc thập tự chinh cải cách thuế của Joseph Chamberlain dựa trên nguyên tắc tự do thương mại của cha mình, và nổi bật trong sự phục hồi của Đảng Tự do đối với vấn đề cải cách ruộng đất. Trong những năm 1920, bà nghỉ hưu phần lớn trong đời sống công cộng, và năm 1928 đã trình bày ngôi nhà Cobden cũ của gia đình Dunford House, đến Cobden Memorial Association như một trung tâm hội nghị và giáo dục dành riêng cho các vấn đề và nguyên nhân đã xác định chủ nghĩa Cobden.

## Tiểu sử

### Gia đình và thời thơ ấu
Jane Cobden sinh ngày 28 tháng 4 năm 1851 tại Westbourne Terrace, Luân Đôn. Cô là con gái thứ ba và con thứ tư của Richard Cobden, Người ở thời điểm sinh ra là một dân biểu cấp tiến đại diện cho West Riding. Với John Bright, ông đã đồng sáng lập Hiệp hội Luật Chống Ngô, mà trong những năm 1840 đã dẫn đầu chiến dịch thành công cho việc bãi bỏ Luật ngô.
Mẹ của Jane là Catherine Anne, née Williams, con gái của một thương gia gỗ từ [Machynlleth] ở xứ Wales; Những đứa trẻ Cobden lớn tuổi hơn là Richard ("Dick"), sinh năm 1841; Kate, sinh năm 1844; Và Ellen, sinh năm 1848. Hai người con gái khác theo Jane: Anne, sinh năm 1853, và Lucy, sinh năm 1861
Vào những năm 1830, Richard đã kiểm soát sự thịnh vượng của mình doanh nghiệp in calico cho anh em của mình, để ông có thể tập trung vào dịch vụ công
Đến năm 1849, công việc kinh doanh đã thất bại và Richard đã bị phá hủy tài chính. Ông đã được cứu thoát khỏi bị phá sản bởi một vụ mua bán công mà không chỉ giải quyết các khoản nợ của ông mà còn giúp ông có được trang trại mà ông đã được sinh ra vào năm 1804, tại Dunford, gần Heyshott ở Sussex Ông xây dựng lại tòa nhà như một biệt thự lớn, Dunford House, nơi đã trở thành ngôi nhà thời thơ ấu của Jane Cobden từ năm 1854. Tháng 4 năm 1856 Dick, người đang học tại Weinheim ở Đức, đã chết ở đó sau một thời gian ngắn bị bệnh. Tin tức này gây một cú sốc khủng khiếp cho gia đình, Và gây ra sự rút lui tạm thời của Richard từ cuộc sống công cộng. Sự gián đoạn này kéo dài khi, năm 1857, ông mất ghế nghị viện. Ông trở lại Hạ viện vào tháng 5 năm 1859, khi đảng Dân chủ Tự do Rochdale.
Bởi vì nhiều lần vắng mặt tại nhà, về nghị viện và các hoạt động kinh doanh khác, Richard Cobden là một nhân vật xa xôi đối với con gái của ông, mặc dù các thư của ông cho thấy ông cảm thấy nồng nhiệt đối với họ và rằng ông muốn hướng dẫn giáo dục chính trị của họ. Trong những năm sau đó, tất cả họ đều thừa nhận ảnh hưởng của mình đối với ý tưởng của họ. Cả hai cha mẹ đều gây ấn tượng với các cô gái về trách nhiệm của họ đối với người nghèo trong cộng đồng địa phương; Cuốn nhật ký của Jane Cobden năm 1864 ghi lại những lần thăm viếng nhà cửa và nhà làm việc. Cô và em gái Anne, 12 tuổi và 10 tuổi, đã dạy các lớp trong trường làng địa phương. Các cô gái đã được cha mẹ khuyến khích đóng góp số tiền mà họ có để giảm bớt đói nghèo tại địa phương: "Đừng giữ tiền... như bây giờ bạn đã quyết định đưa nó cho người nghèo, hãy để cho hàng xóm của bạn có nó. Mama sẽ cho bạn biết làm thế nào để vứt bỏ nó, và cho tôi biết tất cả về nó ".